# إدوين بومان
إدوين بومان هو سياسي أمريكي، ولد في 20 ديسمبر 1946 في بالتيمور في الولايات المتحدة. نشط حزبياً في الحزب الديمقراطي. وقد انتخب عضو مجلس ولاية فيرجينيا الغربية ‏.